# Comuna Trîlisî, Oleksandrivka
Trîlisî (în ucraineană Триліси) este o comună în raionul Oleksandrivka, regiunea Kirovohrad, Ucraina, formată din satele Antonivka și Trîlisî (reședința).

## Demografie
Componența lingvistică a comunei Trîlisî
     Ucraineană (99,33%)
     Alte limbi (0,67%)
Conform recensământului din 2001, majoritatea populației comunei Trîlisî era vorbitoare de ucraineană (99,33%), existând în minoritate și vorbitori de alte limbi.